# Tratado Interamericano de Assistência Recíproca

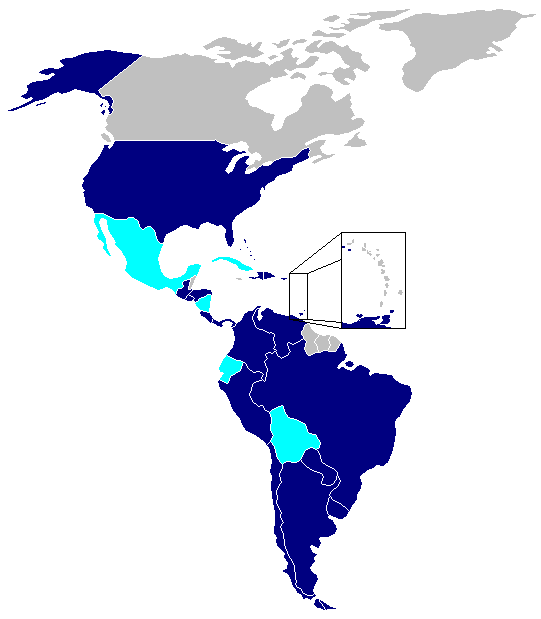
Membros do TIAR em azul escuro. Países que deixaram o tratado em azul-claro

O Tratado Interamericano de Assistência Recíproca (em inglês: Inter-American Treaty of Reciprocal Assistance; em espanhol: Tratado Interamericano de Asistencia Recíproca), também conhecido pela sigla TIAR ou como Tratado do Rio, é um tratado de defesa mútua celebrado em 1947 na cidade do Rio de Janeiro entre diversos países americanos. O princípio central do acordo é que um ataque contra um dos membros será considerado como um ataque contra todos, com base na chamada "doutrina da defesa hemisférica". O TIAR entrou em vigor em 3 de dezembro de 1948, conforme o seu artigo 22.
O Brasil é o Estado depositário original do tratado, enquanto que a Organização dos Estados Americanos (OEA) é a depositária para fins de administração do acordo.

## Antecedentes
Os Estados Unidos mantiveram uma política de defesa hemisférica relativa à influência europeia sob a Doutrina Monroe a partir de 1823, e tornaram-se cada vez mais intervencionistas após a promulgação do Corolário Roosevelt em 1904. Durante a década de 1930, os Estados Unidos ficaram alarmados com aberturas do Eixo sugerindo cooperação militar com governos latino-americanos; as aparentes ameaças estratégicas contra o Canal do Panamá eram particularmente preocupantes. Estes foram discutidos em uma série de reuniões da Conferência Internacional dos Estados Americanos e na Conferência Interamericana para a Manutenção da Paz de 1936.  Durante a Segunda Guerra Mundial, Washington conseguiu garantir o apoio aos Aliados de todos os governos individuais nas Américas, exceto o Uruguai (que permaneceu neutro até 22 de fevereiro de 1945) e a Argentina (que teve relações difíceis com as potências aliadas de 1944 a 1945, mas declarou guerra ao Eixo em 27 de março de 1945). Alguns países assinaram a Declaração das Nações Unidas no início de 1942 e outros assinaram até o final de 1945.
No entanto, os países latino-americanos foram em grande parte marginalizados das discussões aliadas de uma ordem de segurança do pós-guerra, realizadas em Dumbarton Oaks de agosto a outubro de 1944. O embaixador brasileiro em Washington, Carlos Martins Pereira e Souza, "protestou contra a violação das normas interamericanas de consulta na preparação dos planos do pós-guerra". Esses protestos levaram a uma série de consultas, bem como a uma proposta mexicana para uma reunião interamericana. Na Conferência Interamericana sobre os Problemas da Guerra e da Paz, no Castelo de Chapultepec, na Cidade do México, durante fevereiro e março de 1945, discussões sobre a ordem mundial do pós-guerra foram realizadas pelo secretário de Estado dos EUA e pelos secretários de Relações Exteriores de todos os países latino-americanos, exceto El Salvador e Argentina, resultando no Ato de Chapultepec de 6 de março de 1945. O Ato incluiu um quadro para a negociação de um tratado de segurança regional. Também moldou a pressão latino-americana durante a conferência das Nações Unidas em São Francisco por cláusulas na Carta da ONU para facilitar a defesa coletiva regional, sob o Artigo 51.
Inicialmente, a conferência de segurança estava prevista para ser realizada no Rio de Janeiro em outubro de 1945, mas foi adiada para março de 1946. A data de março de 1946 também foi adiada indefinidamente. Disputas entre os Estados Unidos e o argentino Juan Perón (presidente de 4 de junho de 1946) levaram aos atrasos. A preocupação americana, ao lado de alguns países da América do Sul, em relação ao peronismo, levantou a possibilidade de incluir a intervenção coletiva para preservar a democracia na conferência de segurança.

## História
O tratado foi adotado pelos signatários originais em 2 de setembro de 1947, no Rio de Janeiro, e entrou em vigor em 3 de dezembro de 1948. Foi registrado nas Nações Unidas em 20 de dezembro daquele ano. O acordo representa a formalização da Ata de Chapultepec, adotada na Conferência Interamericana sobre os Problemas de Guerra e Paz, realizada em 1945 na Cidade do México. Os Estados Unidos mantinham uma política de defesa hemisférica conforme a Doutrina Monroe e, durante os anos 1930, preocuparam-lhe as tentativas de aproximação militar do Eixo com governos latino-americanos, em especial o que via como uma ameaça estratégica contra o canal do Panamá. Durante a Segunda Guerra Mundial, os EUA haviam logrado assegurar apoio aliado dos governos do hemisfério, exceto Argentina e Chile, que se mantiveram neutros até 1945, e Washington desejava tornar permanentes estes compromissos. O estreitamento das relações entre os militares norte-americanos e latino-americanos, na palavras do historiador Voltaire Schilling, gerada por este tratado, fazendo com que os generais latino-americanos passassem a ver seus países em função da estratégia da Guerra Fria, a luta contra a "subversão interna" estendida tanto a comunistas como a governos "populistas" levou-os a instituírem, por meio de golpes militares, os Estados de Segurança Nacional (Brasil em 1964, Argentina em 1966 e 1976, Peru e Equador em 1968, Uruguai e Chile em 1973).
O tratado foi invocado inúmeras vezes durante as décadas de 1950 e 1960, em particular o apoio unânime do bloqueio naval dos Estados Unidos durante a Crise dos Mísseis de Cuba. Exceto por Trinidad e Tobago e pelas Bahamas, nenhum país americano que tenha se tornado independente após 1947 aderiu ao acordo. Durante a Guerra das Malvinas/Falklands, os Estados Unidos, que são partes tanto do Tratado do Rio quanto da OTAN, alegando que o agressor era a Argentina, favoreceu o Reino Unido, o que foi visto por países latino-americanos como o fracasso derradeiro do acordo. Em 2001, os EUA invocaram o tratado após os atentados de 11 de setembro, mas os países da América Latina não se lançaram à "Guerra ao Terror" de maneira ativa. Em setembro de 2002, citando o exemplo das Malvinas e na expectativa da Guerra do Iraque, o México renunciou formalmente do tratado, que cessou seus efeitos para aquele país dois anos depois. Em 2012, Bolívia, Equador, Nicarágua e Venezuela também abandonaram o tratado, usando os mesmos motivos do México na época que abandonou.
Em 2019, durante uma crise presidencial na Venezuela entre o presidente em exercício, Nicolás Maduro, e o presidente da Assembleia Nacional da Venezuela, liderada pela oposição, Juan Guaidó, este último abriu negociações para voltar ao TIAR. Em 11 de maio, Guaidó enviou uma carta ao secretário da Organização dos Estados Americanos (OEA), Luis Almagro, solicitando que a Venezuela fosse restabelecida. Em 29 de maio de 2019, a Assembleia Nacional aprovou seu retorno ao Tratado em uma discussão preliminar. A Assembleia Nacional reiterou sua aprovação para retornar ao tratado em julho de 2019.

## Membros
Os Estados-membros estão indicados com o ano da respectiva assinatura entre parênteses.
| - Argentina (1948–presente) - Bahamas (1982–presente) - Brasil (1948–presente) - Chile (1948–presente) - Colômbia (1948–presente) - Costa Rica (1948–presente) |  | - El Salvador (1948–presente) - Estados Unidos (1948–presente) - Guatemala (1948–presente) - Haiti (1948–presente) - Honduras (1948–presente) - Panamá (1948–presente) |  | - Paraguai (1948–presente) - Peru (1948–presente) - República Dominicana (1948–presente) - Trinidad e Tobago (1967–presente) - Uruguai (1948–2019, 2020–presente) - Venezuela (1948–2013, 2019–presente) |

### Ex-membros
- México (1947-2002)[19]
- Bolívia (1948–2012)[15]
- Cuba (1948–2012)
- Equador (1948–2012)
- Nicarágua (1948–2012)